# Беспалов, Юрий Борисович
Юрий Борисович Беспалов (род. 6 сентября 1935, Горький) — советский и российский нижегородский режиссёр документального и научно-популярного кино, режиссёр и ведущий программ Нижегородского телевидения, заслуженный деятель искусств РФ, действительный член Российской Академии Кинематографических Искусств «Ника», член гильдии кинорежиссёров России, руководитель творческого объединения «Нижегородская летопись» Государственной телевизионной и радиовещательной компании «Нижний Новгород» ГТРК Нижний Новгород.

## Биография
Родился 6 сентября 1935 года в городе Горький.
Юрий Борисович Беспалов в 1958 году окончил историко-филологический факультет Горьковского университета. После окончания начал работать ведущим и режиссёром на местной телевизионной студии телевидения.
За время работы в государственной телевизионной и радиовещательной компании «Нижний Новгород» снял ряд документальных фильмов для телевидения. Многие из них демонстрировались по центральным каналам телевидения. В работе над рядом фильмов принимал участие актёр Иннокентий Смоктуновский. Также за время работы на телевидении Юрий Беспалов создал свою творческую школу. Одним из его учеников был Александр Сокуров, который называет Юрия Беспалова своим единственным в его жизни учителем дела, которым он занимается.

## Фильмография
Режиссёрские работы:
- 1963 — «Посмотри на город». Фильм о городе Горьком, снятый для Всемирной выставки в Монреале.
- 1968 — «Мы — кузнецы!» (1968 г.)[3]
- 1971 — «750-я весна». Фильм снят к 750-летию Нижнего Новгорода.
- 1972 — «Люди. Огонь. Металл.»
- 1977 — «Там, где Волга встречается с Окой»
- 1979 — «Венцы»
- 1980 — «Стрелка». Фильм об истории нижегородского порта.
- 1980 — «Болдинское притяжение». Фильм о творчестве А. С. Пушкина, связанном с периодом жизни поэта в Болдине. В фильме принимают участие деятели культуры и искусства: Михаил Дудин, Павел Антокольский, Давид Самойлов, Олег Комов.
- 1981 — «Ты взойди, солнце красное…». Фильм о Ф. И. Шаляпине, его пребывании в Нижнем Новгороде и дружбе с М. Горьким.
- 1982 — «Город Горький»
- 1983 — «Нижегородский кремль»
- 1983 — «Казаковская филигрань»
- 1983 — Болдинская бессонница. Автор сценария Георгий Молокин, авторский текст и стихи А. С. Пушкина читает народный артист СССР Иннокентий Смоктуновский.
- 1986 — «Стрела времени»
- 1987 — «Пронягины»
- 1988 — «Кузьма Минин. Послесловие к судьбе». Фильм-памфлет.
- 1990 — «Мост». Авторы фильма Юрий Немцов, Игорь Попович, Юрий Беспалов.
- 1995 — «Снег на Покров»
- «Зеркало времени». Фильм о нижегородском фотографе конца XIX — начала XX вв. М. П. Дмитриеве
- «Новый век я встретил…» (198? г.)

Работы в качестве художественного консультанта:
- 2001 — «Последний Бугров» (2001 г.) Режиссёр — Александр Петенёв, текст автора читает народный артист России Валерий Золотухин

## Дипломы и звания
- Заслуженный деятель искусств Российской Федерации (4 марта 1999).
- Диплом Союза журналистов СССР на III Всесоюзном фестивале телевизионных фильмов
- Диплом Союза кинематографистов СССР
- Диплом I Всесоюзного фестиваля телевизионных программ
- Дважды лауреат Премии Нижнего Новгорода (1993, 2005 гг.)[4]